# 2011年2月英國

## 2月28日
- 一名孟加拉籍電腦專家，被控在紐卡素任職英國航空期間從事恐怖主義活動，在伍利奇皇室法庭被陪審團裁定四項罪名成立。案情指出，現年31歲的被告拉吉·卡里姆（Rajib Karim）參與密謀炸毀飛機、及向恐怖份子提供敏感情報，卡里姆在聆訊期間否認四項控罪。BBC （页面存档备份，存于）
- 政府對利比亞的撤僑行動仍然繼續，最新一批大約50名英國國民及150外國國民在英軍協助下抵達馬爾他。較早時候，英揆大衛·卡梅倫主持國家安全理事會會議，商討利比亞及鄰近地區局勢，他促請利比亞領導人卡達菲「下台」，並指卡達菲繼續在位，利比亞沒有將來。BBC （页面存档备份，存于）

## 2月27日
- 外相夏偉林出席BBC清談節目，表示利比亞領袖卡達菲「必須下台」，並指現在是下台的「適當時候」，其下台最合乎該國利益。較早時，英政府在利比亞內陸沙漠地區成功透過空路營救大約150名英籍鑽油場員工，估計現時仍有300名英國國民滯留。BBC （页面存档备份，存于）
- 外交部證實再多兩名英國國民在基督城地震中喪生，令遇難英國國民總數增加至四人。BBC （页面存档备份，存于）

## 2月26日
- 政府最後一班專門接走英國國民的包機已經抵達利比亞首都的黎波里，暫時未知包機可在當地機場逗留多久。現估計有大約50名英國僑民身處的黎波里，外相夏偉林呼籲身當地僑民儘速趕往機場。除的黎波里外，政府亦正設法營救身處利比亞內陸沙漠、為數約200至300名的英國鑽油員工。BBC （页面存档备份，存于）
- 消息指政府認為聯合國糧食及農業組織表現欠佳，如果持續沒有改善，會考慮將英國的撥款經費轉移到世界糧食計劃署。BBC （页面存档备份，存于）

## 2月25日
- 英揆大衛·卡梅倫接受訪問時承諾會盡力撤走仍滯留利比亞的所有英國國民，又認為要就利比亞政府涉嫌干犯的「戰爭罪行」展開調查。BBC （页面存档备份，存于）
- 政府最新數字顯示，英國2010年第四季的GDP錄得百分之0.6倒退，比修訂前的百分之0.5倒退更高出一個百分點，政府則強調修訂後的變化不算明顯。BBC （页面存档备份，存于）

## 2月24日
- 政府最新數字顯示，英國2010年全年移入人數為237,890人，較2009年增長百分之22，數字接近歷史高位，而移出英國的人數則降至57,085人，是近五年來最少的一年。聯合政府現正尋求方案為來自非歐盟地區的移民人數設下限額，在野工黨則批評這是「世上云云各處最差勁」的建議。BBC （页面存档备份，存于）
- 倫敦的貝爾馬什裁判司署裁定瑞典籍的維基解密創辦人朱利安·阿桑奇要被引渡返瑞典，就數宗涉嫌性侵犯和強姦女子的案件受審。阿桑奇指裁決受政治影響，表示會上訴。BBC （页面存档备份，存于）
- 英揆大衛·卡梅倫對於政府遲遲才派出包機撤走滯留利比亞的英國國民「深表歉意」，表示官員需從事件「汲取教訓」。BBC （页面存档备份，存于）
- 外交部證實有兩名英國國民在基督城地震中喪生，當地至今最少98人遇難，仍有226人失蹤。英政府派出的搜救隊已抵達基督城，聯合美國、日本和澳洲的搜救隊協助救災。外交部聯同英國駐紐西蘭高級專員公署已在當地設立應急中心，為有需要的英國國民提供支援。BBC （页面存档备份，存于）

## 2月23日
- 英揆大衛·卡梅倫表示利比亞局勢「相當危險」，英國「首要任務」是要撤離仍身在當地的300多名英國國民。政府現正派遣兩班包機前往利比亞接走僑民，首班正飛往的黎波里的包機已有122人報名。工黨指法國、葡萄牙、俄羅斯和奧地利等國早已派出包機撤僑，批評政府後知後覺。BBC （页面存档备份，存于）
- 英倫銀行發佈本月9日和10日舉行的貨幣政策委員會議事紀錄，會上多達三名委員支持加息，其餘六名委員則支持將息率維持在歷史低位百分之0.5。消息指，英國通漲率因物價上揚和增值稅上調而持續上升，再加上英鎊兌美元匯價不斷攀升，利率難以繼續維持在低水平。BBC （页面存档备份，存于）

## 2月22日
- 英揆大衛·卡梅倫對於紐西蘭南島發生強烈地震並造成人命傷亡「深表慰問」，英政府已派遣搜救隊伍前赴受災嚴重的基督城參與救災工作。BBC （页面存档备份，存于）
- 鑑於北非國家利比亞政局轉趨惡化，英國航空與英倫航空宣佈取消所有來往當地的航班，較早時身處當地約3,500名英國國民，相信大部份已經離開，外交部正計劃派包機撤走仍在當地的國民。BBC （页面存档备份，存于）

## 2月21日
- 英揆大衛·卡梅倫出訪埃及訪問軍政府和反對派各界人員，成為當地變天後首位到訪的西方國家首腦。BBC （页面存档备份，存于）
- 英揆大衛·卡梅倫接受《每日電訊報》訪問時指出，聯合政府會推出計劃與私人及志願團體盡量接辦各樣公共服務，減低國民對政府及公務團隊的依賴。BBC （页面存档备份，存于）
- 一名患有乾型黃班病變導致視力永久失明的老翁，在談起一幀亡妻的照片後，離奇地突然恢復視力。BBC （页面存档备份，存于）

## 2月20日
- 文化大臣侯俊偉正式向英揆大衛·卡梅倫提名現年66歲、前香港總督及現任牛津大學校監彭定康勳爵出任英國廣播公司信託主席。明報 （页面存档备份，存于）
- 聖詹姆士宮宣佈約有1,900名各界賓客獲邀出席威廉王子與凱蒂·米德爾頓在西敏寺的皇室大婚，消息指其叔父約克公爵的前妻莎拉未被獲邀。BBC （页面存档备份，存于）

## 2月18日
- 英揆大衛·卡梅倫在倫敦一個公開場合上發表演說，明言下議院選舉放棄採用單議席單票制將「不利民主」。較早前副首相尼克·克萊格在另一場合則表示引入排序複選制令選舉更加「公平」。雖然兩人對在5月5日舉行的選舉制度改革公投持不同立場，但兩人不約而同強調分歧不影響聯合政府的運作。BBC （页面存档备份，存于）
- 倫敦高等法院阻止585名服刑囚犯，就去年大選中被政府剝削投票權而入稟向政府索償的行動。雖然歐洲人權法院早已裁定囚犯具投票權，但高等法院表示只會就現行英國法例裁決。BBC （页面存档备份，存于）

## 2月17日
- 消息指英格蘭、威爾斯和北愛爾蘭地區超過100萬地方議會員工今年將會凍薪，但工會較早前則要求在4月1日起獲得加薪，並要求所有職系員工年薪上調最少250英鎊。BBC （页面存档备份，存于）
- 政府報告指出網上罪行令英國經濟每年損失270億英鎊。BBC （页面存档备份，存于）

## 2月16日
- 政府最新數字顯示，英國2010年最後一季的失業人數進一步增加44,000人至接近250萬人水平，整體失業率為百分之7.9，而申領失業救濟人數亦增加2,400人至146萬人。政府同時公佈16至24歲青少年最新的失業情況，失業人數比上次調查增加66,000人至965,000人，是調查自1992年開展以來的新高，得出的青少年失業率為百分之20.5。英揆表示對數字感到「極度遺憾」，但強調失業問題由來已久，非朝夕可解決。BBC （页面存档备份，存于）、BBC （页面存档备份，存于）
- 上議院通過為正在審議的《國會投票制度及選區草案》加入條款，規定任何關於改革選舉制度的公投，投票率必須高於四成，否則公投結果無效。由於下議院較早前曾議決刪除有關條款，有關修訂要獲下院通過才可作實。消息指出，草案如果未能在2月26日前獲兩院通過，政府將無法按原訂計劃在5月5日舉行公投，鑑於國會將於2月17日進入休會期，兩院可能要進行休會辯論。BBC （页面存档备份，存于）

## 2月15日
- 政府最新數字顯示，英國消費物價指數由2010年12月的百分之3.7升指2011年1月的百分之4，分析指物價上漲是受政府調高增值稅和持續高企的原油價格所致。BBC （页面存档备份，存于）
- 巴克萊銀行公佈2010年全年稅前盈利上升至60.7億英鎊，稍高於外界預期。BBC （页面存档备份，存于）

## 2月14日
- 英揆大衛·卡梅倫在一個會見社會企業家的場合上，強調推動大社會政策是他的任務，承諾會在五年國會會期內大力推動政策。BBC （页面存档备份，存于）
- 有研究醫療服務組織警告，政府持續削減對地方議會的撥款，擔心對公立醫院服務質素構成負面影響。BBC （页面存档备份，存于）

## 2月13日
- 英揆大衛·卡梅倫在《觀察家報》撰文為大社會政策辯護，指出政策可讓社區和志願團體更自主地參與社會決策，他又辯護大社會政策並非掩護政府削減公共開支的行動。BBC （页面存档备份，存于）
- 政府正研究准許在宗教場所內舉行民事結合儀式，但無計劃強制宗教團體開放場地，現時亦未知同性戀者一旦在宗教場所舉行民事結合儀式，雙方關係可否稱為「婚姻」。根據現行法例，民事結合儀式上不可頌讀《聖經》或詩歌，而聖公會也表明不會提供場地作有關用途。BBC （页面存档备份，存于）

## 2月12日
- 司法大臣祁淦禮接受《每日電訊報》訪問時估計，英國經濟不會在一遍全國「祥和」的氣氛下「快速反彈」，他警告，中產階層現時仍未意識到削減公共開支會對他們構成多大影響，聯合政府有必要準備應對一旦中產不滿施政而陷入的政治困局。BBC （页面存档备份，存于）
- 消息指，英政府現正制定《保護自由草案》，研究准許英格蘭和威爾斯地區可以全天候每日24小時舉行婚禮、且適用於民事結合儀式。根據現行的《1836年婚姻法案》，婚禮只可於每日上午八時至晚上六時舉行。BBC （页面存档备份，存于）

## 2月10日
- 一架由北愛爾蘭喬治·貝斯特貝爾法斯特城市機場起飛的小型飛機，在降落愛爾蘭科克機場時墜毀，機上10名乘客和兩名機組人員，其中六人喪生。愛爾蘭航空管理局表示，飛機墜毀時正第三度試圖降落機場，當時機場正受大霧籠罩。BBC （页面存档备份，存于）
- 前工黨下議員占姆·戴雲（Jim Devine）被控三項造假數以詐取議員津貼的指控，被南華克皇室法庭裁定其中兩項罪名成立，法官將在四星期內判刑。案情指出，戴雲自2005年當選下議員以來，以不誠實手法詐取清潔服務及文具津貼，總值8,745英鎊。BBC （页面存档备份，存于）

## 2月9日
- 財相歐思邦宣佈政府已經和幾間大型銀行達成協議，銀行承諾可向商界貸款1,900億英鎊，其中760億亦會專門針對小型企業。銀行也同意公佈部份最高薪僱員的資料。不過，歐思邦在同一場合宣佈政府不會向銀行徵收花紅稅。BBC （页面存档备份，存于）
- 英揆卡梅倫在下議院答問環節首次承諾會全數替換現役的三叉戟核潛艇。雖然如此，由於聯合政府另一夥伴自民黨一直主張裁減核武和縮減三叉戟核潛艇的編制，使到替換計劃至今仍未有定案。BBC （页面存档备份，存于）

## 2月8日
- 財相歐思邦透露計劃來年向主要銀行徵收多8億英鎊稅款，使來自銀行界的總稅收增至25億英鎊。他希望有關稅收可用於一系列的改革計劃，但建議引起銀行界極大反響。BBC （页面存档备份，存于）
- 消息指劍橋大學計劃將每系本科生學費上調至每年9,000英鎊，即政府准許上調的最高上限，貧苦學生最多可獲3,000英鎊學費減免。學生會警告學費過高有可能令家境稍遜的學生被拒諸門外。BBC （页面存档备份，存于）

## 2月7日
- 現任內閣司古斯·奧唐納爵士（Sir Gus O'Donnell）發表一份報告，披露前工黨首相白高敦的政府「盡一切辦法協助洛克比空難主犯邁格拉希早日獲釋」，但報告表明蘇格蘭政府在事件上擁有最終決定權，亦無證據顯示英政府向蘇格蘭方面施加壓力。BBC （页面存档备份，存于）
- 社區大臣白高志提出英格蘭地方議會和其他公營機構，應仿傚政府的做法，公開所有每年賺取58,200英鎊或以上的僱員名單，並考慮公開機構架構圖。白高志強調，這些機構有責任向納稅人提高透明度，確保公帑用得其所。BBC （页面存档备份，存于）

## 2月6日
- 工黨研究顯示，英格蘭和威爾斯在2013年之前將削減最少10,190個警務職位，影子內政大臣顧綺慧表示削減公共開支計劃「過快過深」，批評現政府「不負責任和瘋狂」。BBC （页面存档备份，存于）
- 一名懷孕八個月的19歲少女，周六在紐波特一個起火住宅單位中喪生，警方初步認為死者死於謀殺。BBC （页面存档备份，存于）

## 2月4日
- 英國航空宣佈由2月8日起調高燃油附加費，以經濟艙為例，行程九小時以上的航班，每位單程附加費由現時的76英鎊上調至88英鎊；行程九小時以下的航班亦由每位63英鎊上調至75英鎊。每日電訊報 （页面存档备份，存于）
- 副首相尼克·克萊格在南約克郡洛達咸發表演說，強調政府有完善計劃促進經濟復甦，他又表示，當下滅赤是政府制定振興經濟方案的「重要元素」。BBC （页面存档备份，存于）

## 2月3日
- 為疏導身處埃及的英國旅客及早返國，外交部安排包機由倫敦格域機場開往開羅，計劃接走首批約180名國民，但由於當地機場運作受局勢影響，未知包機何時才能出發。外交部亦正安排派出第二班包機前往埃及，以接走更多國民。BBC （页面存档备份，存于）
- 親工黨的政府研究所進行調查訪問約32.5萬公務員，發現17個受訪主要政府部門員工當中，有16個部門的員工受政府的削減公共開支計劃而影響，認為士氣受到打擊。BBC （页面存档备份，存于）

## 2月2日
- 下議院下周將就一項關於賦予囚犯投票權的動議進行表決，但有調查發現高達七成民眾反對囚犯有投票權，另只有百分之9的受訪者支持讓判監少於一年的囚犯投票。雖然這項動議不具約束力，但消息指政府會根據表決結果在今年稍後就有關議題立法。每日電訊報 （页面存档备份，存于）
- 負責管理郊野林地的林業委員會宣佈裁減450名員工，其中350名屬英格蘭地區員工，另外100名是蘇格蘭愛丁堡總部的員工。同時間，政府正準備將英格蘭國有林地私有化的計劃提交國會辯論，但環境食物及鄉郊事務部強調，除非確保林地繼續向公眾開放，否則不會輕易出售國有林地。林業委員會目前負責管理英格蘭百分之18的林地，但政府發言人沒有透露林地私有化可為政府節省多少開支。BBC （页面存档备份，存于）

## 2月1日
- 英國石油公佈2010年受墨西哥灣漏油事件拖累，公司錄得49億美元虧蝕，是自1992年以來首次蝕。自去年事故發生後停止派發股息的英國石油表示，將重新派發股息，但款額較昔日低。BBC （页面存档备份，存于）
- 自歐洲人權法院裁定囚犯擁有投票權後，聯合政府初步認為囚犯有權在國會和歐洲議會投票，但有人權律師指出在囚人士亦有權在威爾斯議會及蘇格蘭議會投票。BBC （页面存档备份，存于）

| 依月份排列新聞動態 |
| \| - 2014年英國：1月 - 2月 - 3月 - 4月 - 5月 - 6月 - 7月 - 8月 - 9月 - 10月 - 11月 - 12月 - 2013年英國：1月 - 2月 - 3月 - 4月 - 5月 - 6月 - 7月 - 8月 - 9月 - 10月 - 11月 - 12月 - 2012年英國：1月 - 2月 - 3月 - 4月 - 5月 - 6月 - 7月 - 8月 - 9月 - 10月 - 11月 - 12月 - 2011年英國：1月 - 2月 - 3月 - 4月 - 5月 - 6月 - 7月 - 8月 - 9月 - 10月 - 11月 - 12月 - 2010年英國：1月 - 2月 - 3月 - 4月 - 5月 - 6月 - 7月 - 8月 - 9月 - 10月 - 11月 - 12月 - 2009年英國：1月 - 2月 - 3月 - 4月 - 5月 - 6月 - 7月 - 8月 - 9月 - 10月 - 11月 - 12月 - 2008年英國：1月 - 2月 - 3月 - 4月 - 5月 - 6月 - 7月 - 8月 - 9月 - 10月 - 11月 - 12月 檢閱 \| |
| - 2014年英國：1月 - 2月 - 3月 - 4月 - 5月 - 6月 - 7月 - 8月 - 9月 - 10月 - 11月 - 12月 - 2013年英國：1月 - 2月 - 3月 - 4月 - 5月 - 6月 - 7月 - 8月 - 9月 - 10月 - 11月 - 12月 - 2012年英國：1月 - 2月 - 3月 - 4月 - 5月 - 6月 - 7月 - 8月 - 9月 - 10月 - 11月 - 12月 - 2011年英國：1月 - 2月 - 3月 - 4月 - 5月 - 6月 - 7月 - 8月 - 9月 - 10月 - 11月 - 12月 - 2010年英國：1月 - 2月 - 3月 - 4月 - 5月 - 6月 - 7月 - 8月 - 9月 - 10月 - 11月 - 12月 - 2009年英國：1月 - 2月 - 3月 - 4月 - 5月 - 6月 - 7月 - 8月 - 9月 - 10月 - 11月 - 12月 - 2008年英國：1月 - 2月 - 3月 - 4月 - 5月 - 6月 - 7月 - 8月 - 9月 - 10月 - 11月 - 12月 檢閱       |